# Starobrno

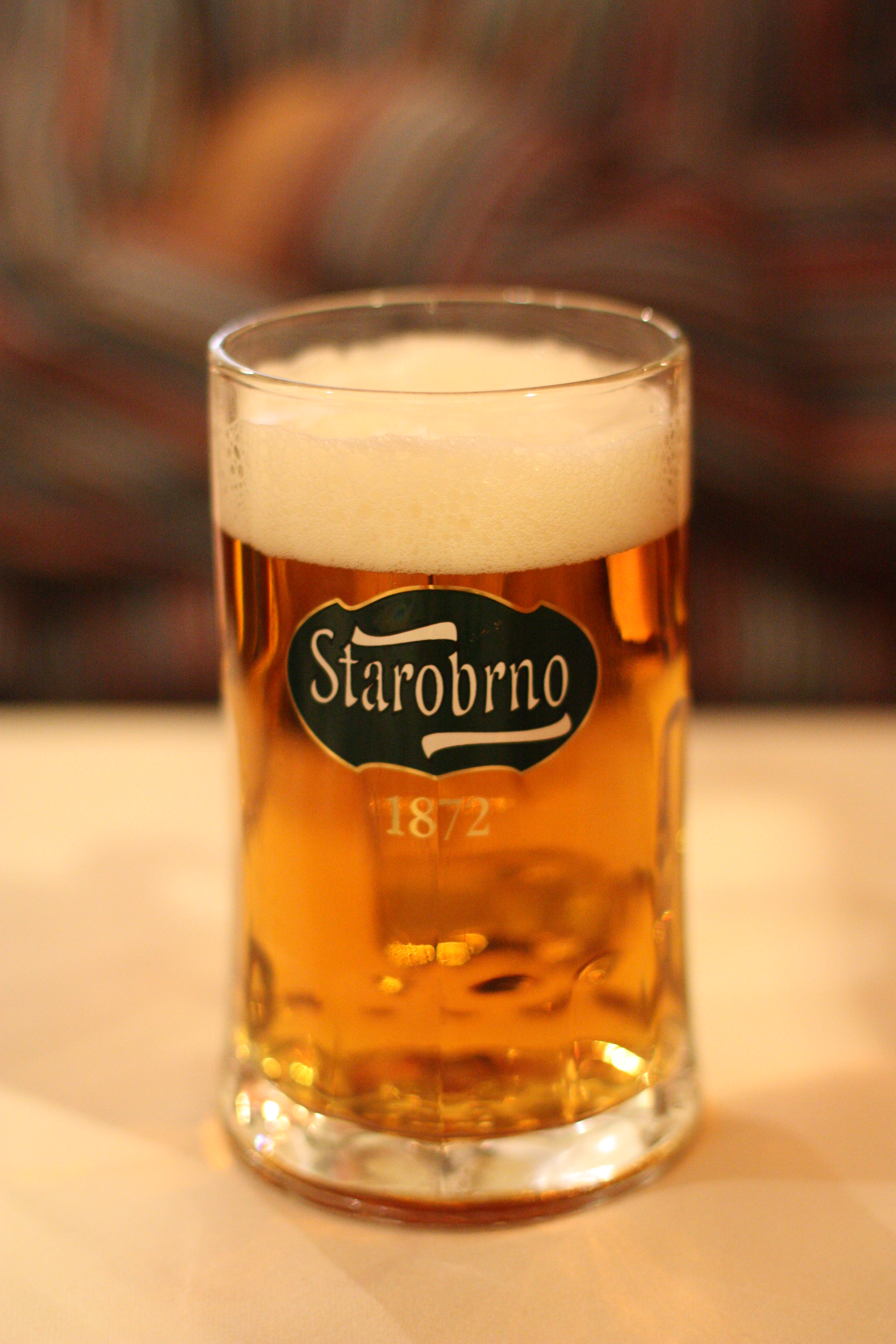
Medio litro de Starobrno

Starobrno o Cervecería Starobrno (en checo Pivovar Starobrno) es una compañía cervecera checa ubicada en Brno. El nombre Starobrno se traduce como el viejo Brno (starý-viejo). Fue construida como sucesora de una cervecería fundada en 1325 como parte de un convento cisterciense. El nombre de Cervecería Starobrno solo se popularizó en la segunda parte del siglo XIX. En 2009, Starobrno produjo más de un millón de hectolitros de cerveza. Ese mismo año se fusionó con la Real Fábrica de Cerveza de Krušovice y pasó a ser parte de la compañía holandesa Heineken.

## Historia

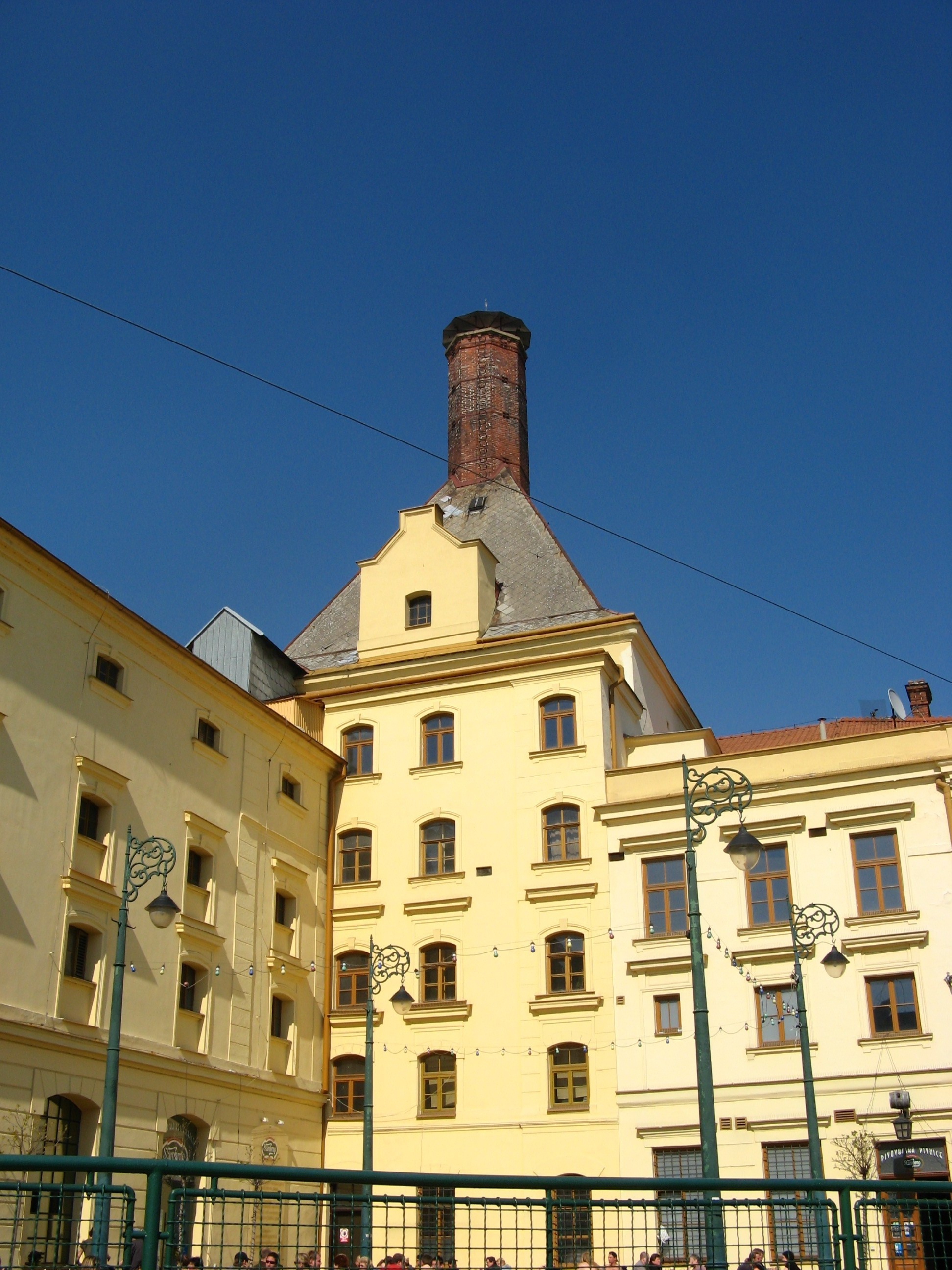
Cervecería Starobrno en Brno

Los comienzos de esta cervecera están relacionados con el convento cisterciense construido por Elisabeth Richeza de Polonia y se ubica en el distrito Viejo Brno. En sus orígenes la cervecería era independiente del ayuntamiento de la ciudad y era gestionada por un ciudadano llamado Mořic. En todo caso la calidad de la cerveza era controlada estrictamente por los miembros del consejo de la ciudad.
Durante las guerras husitas, en la primera mitad del siglo XV, la cervecería y el convento fueron incendiados y derribados varias veces pero siempre se reconstruyeron según su estructura anterior. Tras la batalla de la Montaña Blanca en 1624, la ciudad de Brno fue obligada a pagar un impuesto especial por la cerveza llamado "pivní tác". Tras la defensa de la ciudad frente a las tropas suecas en 1645, se permitió que la ciudad empleara el dinero de ese impuesto para sus propios intereses.
En 1782, el convento fue cerrado por decisión del emperador José II de Habsburgo y su propiedad pasó a manos de la Abadía de Santo Tomás de Brno. No existen pruebas de que la cervecera existiera entre 1782 y 1825 ya que los archivos fueron destruidos.
En la segunda mitad del XIX todo el territorio checo vivió un auge de la industria cervecera. El equipamiento anticuado y la poca capacidad de la cervecería del Viejo Brno resultaba insuficiente para la demanda creciente de una ciudad cuya población iba en aumento. Por ello, Josef Mandel y su yerno Herrmann Hayek decidieron construir una nueva y moderna cervecería. En 1872, la compañía "Mandel a Hayek" comenzó la construcción de los nuevos edificios en la calle "V hlinkách". Los antiguos edificios se emplearon para construir una maltería. En la última década del XIX, la cervecería se fusionó con otra empresa ubicada en Brněnské Ivanovice. La producción de la empresa resultante y ya trasladada fue de 236.490 hectolitros.